# Bohinjska Bela
Bohinjska Bela (IPA: [bɔˈxiːnska ˈbeːla], in italiano Bianca Bochinia) è un villaggio del Comune di Bled nella regione Alta Carniola della Slovenia, si trova sulla riva sinistra del fiume Sava Bohinjka, a sud ovest del comune di Bled.
La parte più antica del villaggio, localmente conosciuto come vas Spodnja o Dolenja vas (villaggio più basso) ha origini millenarie, in questa zona del paese si può trovare la chiesa di Santa Margherita di Antiochia del XVI secolo. Il centro storico del paese è conosciuto come Zgornja vas o Gorenja vas (villaggio superiore).  Le stazioni dei treni e degli autobus si trovano invece nella parte più piccola del paese, conosciuto localmente come Podklanec.

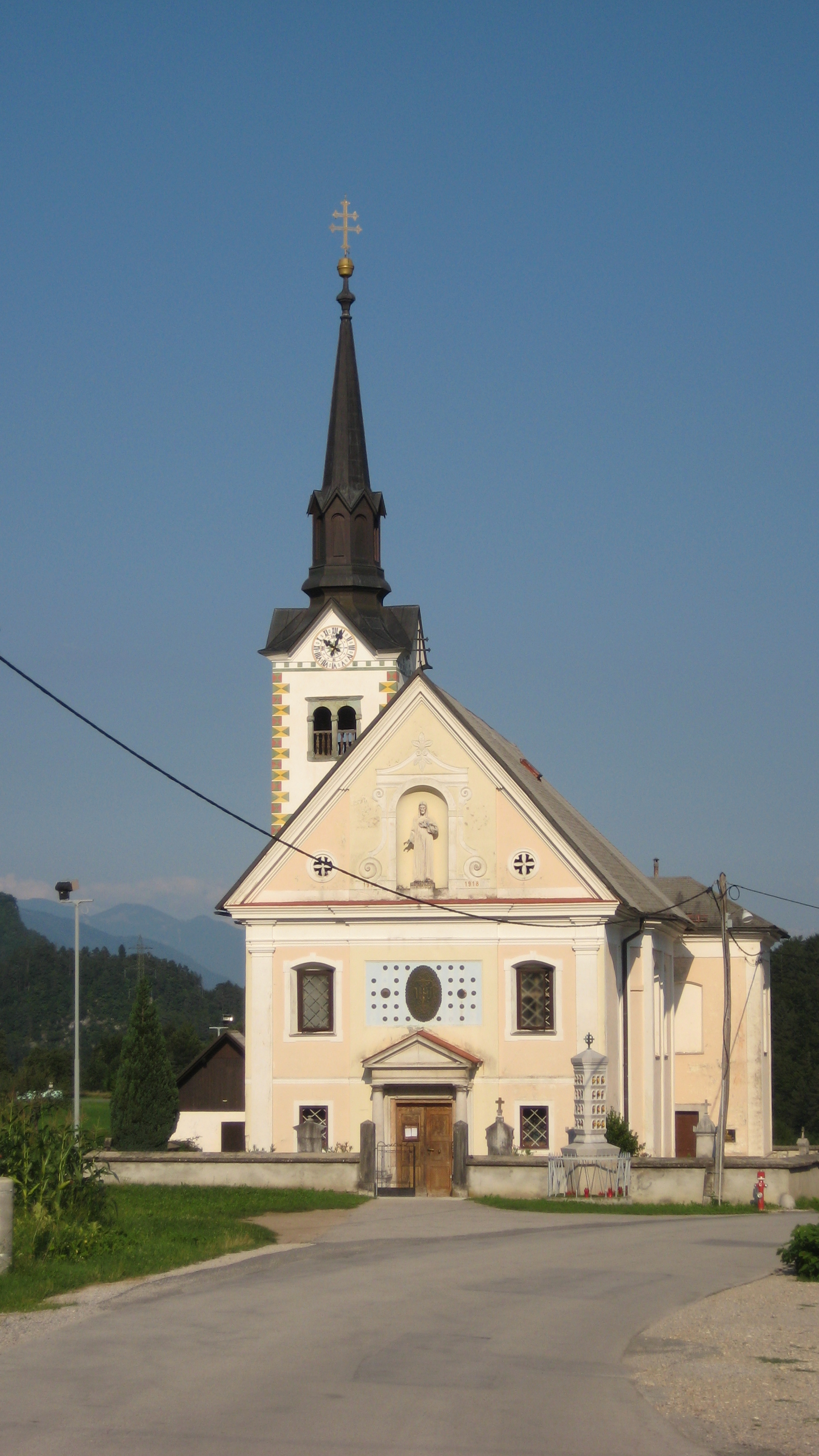
La chiesa di Santa Margherita di Antiochia

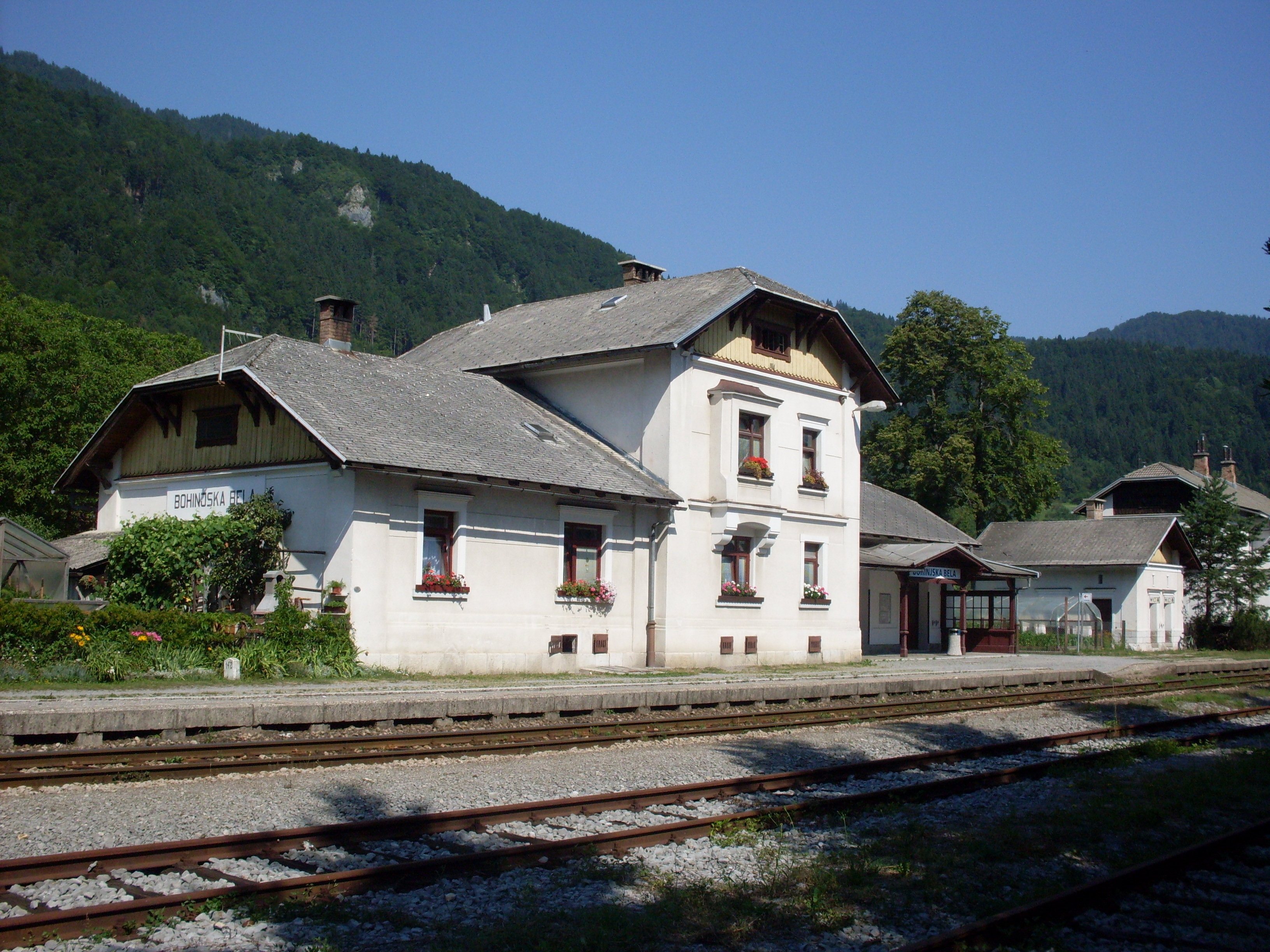
La stazione di treni